# Saint-Brice-Courcelles
Saint-Brice-Courcelles è un comune francese di 3 433 abitanti situato nel dipartimento della Marna nella regione del Grand Est.

## Società

### Evoluzione demografica
Abitanti censiti